# Charles Labitte
Pour les personnes ayant le même patronyme, voir Labitte.
Charles Honore Martial Labitte est un historien et critique français né à Château-Thierry le 2 décembre 1816 et mort à Paris le 19 septembre 1845.

## Biographie
Charles Labitte débuta dès 1835 dans la Revue des Deux Mondes. Chargé d'un cours d'histoire aux collèges Charlemagne et Henri-IV, il fut nommé en 1840 professeur de littérature étrangère à la faculté de Rennes et choisi en 1842 pour suppléer Pierre-François Tissot dans sa chaire de littérature au Collège de France. Il mourut prématurément à 29 ans.
Il est le frère du député et sénateur Henri Labitte.

## Œuvres
- Essai sur l'affranchissement dans le comté de Ponthieu, avec Charles Louandre, 1836
- De la Démocratie chez les prédicateurs de la Ligue, 1841
- La Divine Comédie avant Dante, 1862
- Études littéraires, 1846